# Pierre Guillois
Pour les articles homonymes, voir Guillois.
Œuvres principales
Bigre
Opéraporno
Les Gros patinent bien – cabaret de carton
Scènes principales
Théâtre du Peuple de Bussang (2005-2011)
Pierre Guillois est un acteur, dramaturge et metteur en scène français.

## Biographie
Originaire de Rennes, Pierre Guillois se forme à l’Unité nomade de formation  à la mise en scène du Conservatoire national supérieur d'art dramatique de Paris où il a pour professeurs Krystian Lupa et Claude Stratz.
En 1991, il crée la Compagnie Les Madeleines avec qui il monte ses premiers spectacles. Parallèlement à sa carrière d'acteur, il est l'assistant des metteurs en scène Jean-Claude Grumberg, Anne Théron et Jean-Michel Ribes.
De 2001 à 2004, Pierre Guillois est artiste associé au Centre dramatique de Colmar. De 2005 à 2011, il dirige le Théâtre du Peuple de Bussang puis est artiste associé au Quartz de Brest de 2011 à 2014.
Pierre Guillois met en scène des spectacles variés : théâtre de rue, théâtre classique, opéra, one-man-show,,,.
Créée en 2014, sa pièce sans paroles Bigre est jouée plusieurs centaines de fois en France, Suisse, Belgique et au Canada. Nommée trois fois aux Molières 2017, la pièce remporte le Molière du meilleur spectacle comique,.
En 2019, sa pièce Opéraporno est nommée pour le Molière du spectacle musical.
En 2022, Les Gros patinent bien – cabaret de carton dont il est co-auteur et co-metteur en scène avec Olivier Martin-Salvan reçoit le Molière du théâtre public,,.

## Théâtre

### Acteur
- 1996 : Les Femmes savantes de Molière, mise en scène Isabelle Moreau et Gloria Paris, Le Préau (Vire)
- 2000 : Amorphe d'Ottenburg de Jean-Claude Grumberg, mise en scène Jean-Michel Ribes, Comédie-Française
- 2001 : Un miracle ordinaire de E. Schwartz
- 2003 : L’Annonce faite à Marie  de Paul Claudel, mise en scène  Matthew Jocelyn
- 2005 : La Vengeance du démon déçu de et mise en scène Lionnel Astier, tournée
- 2007 : Opération duvets moufles bonnets de et mise en scène Pierre Guillois, Théâtre du Peuple (Bussang)
- 2010 : Le Gros, la Vache et le Mainate de Pierre Guillois, mise en scène Bernard Ménez, Théâtre du Peuple, tournée
- 2014 : Bigre de Pierre Guillois, Agathe L'Huillier, Olivier Martin-Salvan, mise en scène Pierre Guillois, théâtre Tristan-Bernard, tournée
- 2019 : Sa Bouche ne connaît pas le dimanche de Pierre Guillois et Rébecca Chaillon, Festival d'Avignon[14].
- 2021-2025 : Les Gros patinent bien – cabaret de carton de Pierre Guillois et Olivier Martin-Salvan, mise en scène de Pierre Guillois et Olivier Martin-Salvan, Paris, Théâtre du Rond-Point, Théâtre Tristan-Bernard et tournée

### Auteur et mise en scène
- 1992 : Le Sexe de Tina
- 1993 : L’Œuvre du pitre, Théâtre Raj'Ganawak (Saint-Denis)
- 2003 : Les caissières sont moches, Théâtre du Rond-Point, tournée
- 2007 : Opération duvets moufles bonnets, Théâtre du Peuple (Bussang)
- 2007 : Les Affreuses, Théâtre du Peuple (Bussang)
- 2008 : Sacrifices co-écrit avec Nouara Naghouche, Théâtre du Rond-Point, tournée
- 2009 : Un coeur mangé co-écrit avec Guy Benisty, Théâtre du Peuple (Bussang)
- 2010 : Loin du soleil, ENSATT Lyon
- 2011 : Grand Fracas issu de Rien, Brest
- 2012 : Nique la misère co-écrit avec Nouara Naghouche, Brest, tournée
- 2013 : Terrible bivouac, Brest, tournée
- 2014 : Bigre co-écrit avec Agathe L'Huillier, Olivier Martin-Salvan, théâtre Tristan-Bernard, tournée
- 2019 : Opéraporno co-écrit avec Nicolas Ducloux, Compagnie Le fils du grand réseau, tournée
- 2019 : Sa Bouche ne connaît pas le dimanche co-écrit avec Rébecca Chaillon, Festival d'Avignon
- 2021-2025 : Les Gros patinent bien – cabaret de carton co-écrit et co-mis en scène  Olivier Martin-Salvan, Théâtre du Rond-Point, Théâtre Tristan-Bernard et tournée
- 2021 : MARS – 2037 , Compagnie Le Fils du Grand Réseau, tournée
- 2024 : Les Sea Girls - Dérapage, co-écrit avec Judith Rémy, Prunella Rivière, Delphine Simon, La Scala, tournée
- 2025 : Josiane, La Pépinière-Théâtre

### Mise en scène
- 1991 : La Princesse courageuse et La Princesse Madeleine  de S. Witckiewicz (spectacles de rue)
- 1992 : Minna von Barnhelm de Gotthold-Ephraïm Lessing
- 1993 : Roméo et Juliette de William Shakespeare, Hôpital éphémère (Paris)
- 2000 : Pelléas et Mélisande de Maurice Maeterlinck
- 2006 : Ubu roi d'Alfred Jarry, Théâtre du Peuple (Bussang)
- 2008 : Le Ravissement d'Adèle de Rémi de Vos, Théâtre du Peuple (Bussang)
- 2010 : Abu-Hassan et autres turqueries, musique Carl Maria von Weber, Théâtre Ledoux (Besançon)
- 2011 : Le Brame des biches de Marion Aubert, Théâtre du Peuple (Bussang)[15].
- 2011 : La Botte secrète, opéra-bouffe, musique Claude Terrasse, livret Franc-Nohain, Athénée théâtre Louis-Jouvet, tournée
- 2014 : Le Chant des soupirs, spectacle musical d’Annie Ebrel, Quimper, tournée
- 2015 : Rigoletto d'après Verdi, conception Jacques Auffray, tournée[7]
- 2016 : Au galop ! de Stéphanie Chêne, Rennes, tournée
- 2017 : Le Sale Discours de David Wahl, La Scala, tournée[5]
- 2018 : Dans ton cœur, compagnie Akoreacro , Anvers, Prague, tournée[6]
- 2025 : Le voleur d’animaux de Hervé Walbecq, tournée

### Auteur
- 2010 : Le Gros, la Vache et le Mainate. Opérette barge, mise en scène Bernard Ménez, Théâtre du Peuple (Bussang), tournée

## Distinctions

### Récompenses
- Molières 2017 : Molière du meilleur spectacle comique pour Bigre
- Molières 2022 : Molière du théâtre public pour Les Gros patinent bien – cabaret de carton

### Nominations
- Molières 2017 : 
  - Molière du metteur en scène d'un spectacle de théâtre privé  pour Bigre
  - Molière du théâtre privé
- Molières 2019 : Molière du spectacle musical pour Opéraporno
- Molières 2022 : 
  - Molière du comédien dans un spectacle de théâtre public pour Les Gros patinent bien – cabaret de carton pour Les Gros patinent bien – cabaret de carton
  - Molière du spectacle musical pour MARS – 2037